# Zibal
Zibal (zeta Eridani) is een ster in het sterrenbeeld Eridanus (Rivier Eridanus).